# Pseudolasius ludovici
Pseudolasius ludovici är en myrart som beskrevs av Auguste-Henri Forel 1913. Pseudolasius ludovici ingår i släktet Pseudolasius och familjen myror.

## Underarter
Arten delas in i följande underarter:
- P. l. ludovici
- P. l. malaccanus
- P. l. papuanus